# De Donderdag Documentaire
De Donderdag Documentaire was een documentaireprogramma in samenwerking van de HUMAN en de IKON en werd op de donderdagavond om 22:55 uur op Nederland 1 uitgezonden.
Het programma startte op donderdag 4 september 2003, over uiteenlopende onderwerpen en personen passeren de revue.

## Einde
Met ingang van het nieuwe televisieseizoen 2006-2007 valt het doek voor De Donderdag Documentaire. Er is besloten dat de HUMAN en de IKON samen met de NPS en de VPRO, hun documentaires voortaan uitzenden op Nederland 2 onder de naam Holland Doc.